# Kattirajanahalli, Madhugiri
Kattirajanahalli là một làng thuộc tehsil Madhugiri, huyện Tumkur, bang Karnataka, Ấn Độ.